# Gleichnis von den Arbeitern im Weinberg

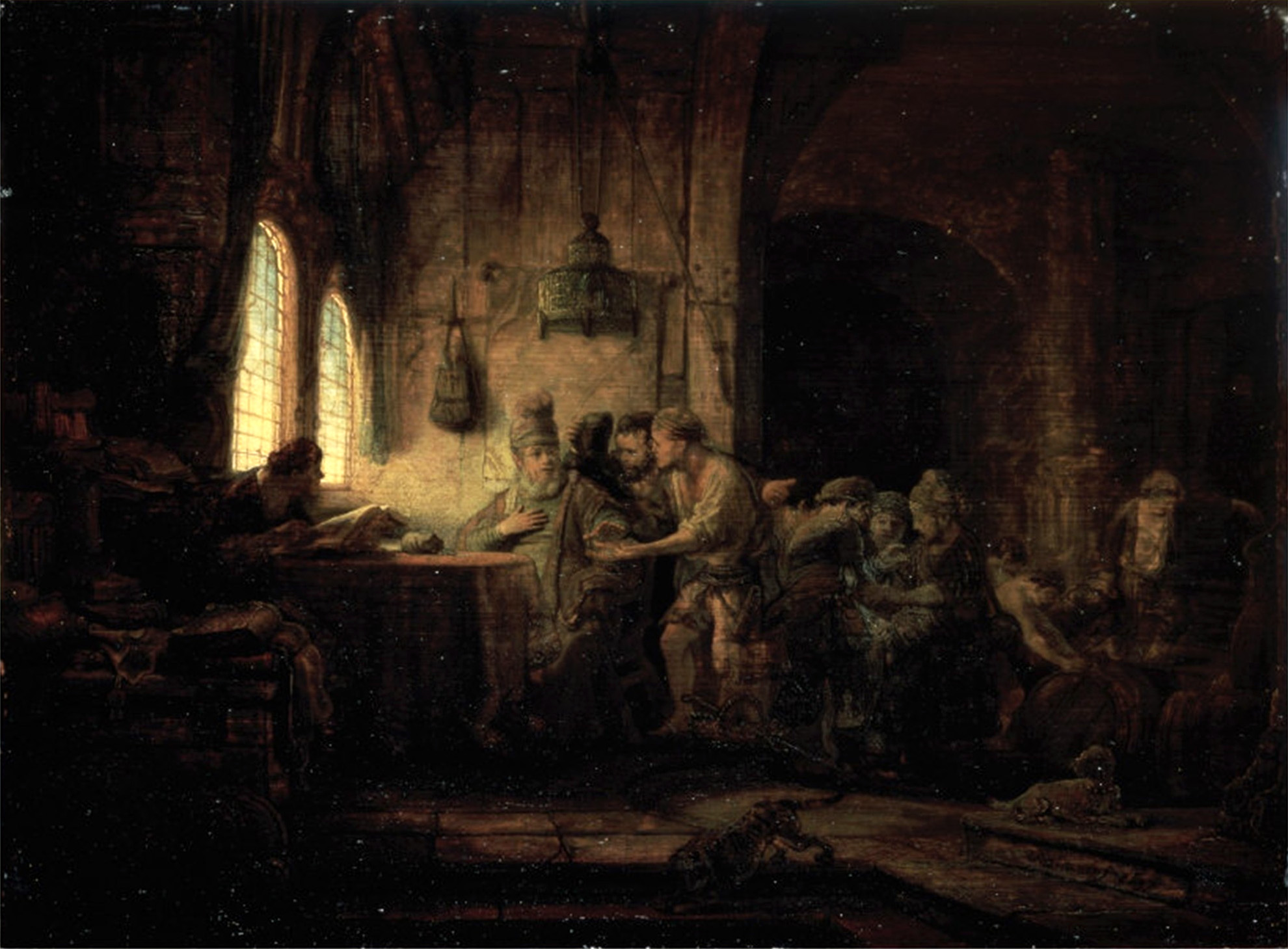
Rembrandt, Auszahlung der Arbeiter (1637)

Das Gleichnis von den Arbeitern im Weinberg ist ein Gleichnis aus dem Neuen Testament der Bibel, das in Mt 20,1–16  erzählt wird.

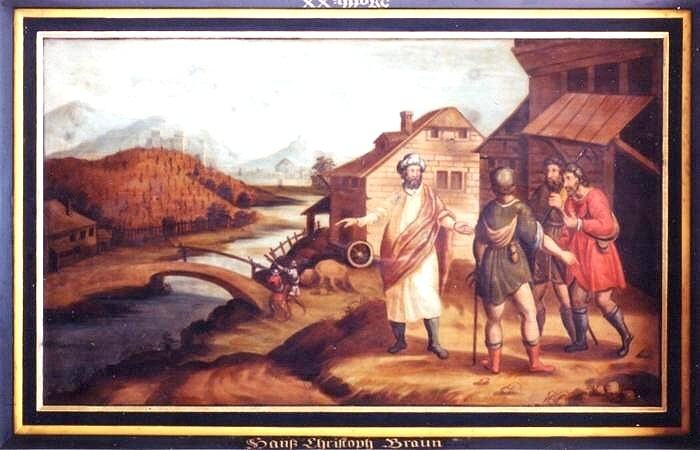
Heinrich Lohe (1688)

## Inhalt
In dem Gleichnis wird das Reich Gottes mit einem Hausherrn verglichen, der am Morgen Arbeiter einstellt, damit sie seinen Weinberg bestellen. Er vereinbart mit ihnen einen Tageslohn von einem Denar. Der Weinbergbesitzer geht nach jeweils drei Stunden weitere drei Mal und zum Schluss nach elf Stunden letztmals auf den Marktplatz, um Arbeiter einzustellen. Am Ende des Arbeitstages nach zwölf Stunden bezahlt er zuerst den zuletzt Eingestellten, die nur eine Stunde gearbeitet haben, einen Denar. Auch alle anderen erhalten diesen Lohn. Die Arbeiter, die den ganzen Tag gearbeitet haben, beschweren sich darüber beim Hausherrn. Sie fordern mehr Lohn, weil sie mehr gearbeitet haben. Der Hausherr weist die Kritik aber zurück, indem er die verärgerten Arbeiter daran erinnert, dass sie mit ihm doch zuvor über die Bezahlung eines Denars übereingekommen waren und zudem sei sein Maßstab für die Gerechtigkeit seine Güte.

## Auslegung des Gleichnisses
Das Gleichnis von den Arbeitern im Weinberg (Mt 20,1-16 ) ist eine Parabel Jesu zum Thema Berufung und Erwerb des Reiches Gottes. Der Erwerb des Reiches Gottes im Bild des Weinbergs setzt die persönliche Berufung durch Gott, den Eigentümer des Weinberges, voraus. Er sucht sich die Arbeiter für seinen Weinberg aus. Man muss also zum Reiche Gottes berufen sein. Es ist also nicht ganz unsere eigene Lebensentscheidung. Die Berufung kann früh im Leben oder auch erst kurz vor dem Tode erfolgen. Das hat ein Mensch nicht in der Hand. So ist wohl der Gang des Weinbergbesitzers zum Marktplatz zu verschiedenen Tageszeiten zu verstehen. Mit der Berufung zum Reiche Gottes ist es jedoch nicht schon getan. Das Reich Gottes wird einem nicht geradezu nachgeworfen, sondern jeder Berufene muss arbeiten, um das Reich Gottes zu erwerben. Dabei kommt es nicht darauf an, wie lang im Leben man dafür gearbeitet hat, allein die Berufung durch den Weinbergbesitzer ist maßgebend. Selbstverständlich sind Hingabe und die Treue bei dieser Arbeit. Das Reich Gottes ist aber auch Lohn für diese Arbeit. Es ist nicht ein reines Geschenk. Bei dieser Entlohnung gelten jedoch nicht die Kategorien der Lohnarbeit dieser Welt: Gleicher Lohn für gleiche Arbeit. Das wird an der Reaktion des Weinbergbesitzers auf die Proteste der Arbeiter wegen der gleichen Entlohnung für ungleiche Arbeitsleistungen demonstriert. Dieser Maßstab gilt hier nicht, weil das Reich Gottes mit seinen göttlichen Dimensionen durch den Menschen nicht verdient werden kann, und Gott niemals zum Schuldner des Menschen wird. Sein Reich ist ein Geschenk seiner Güte. Der Schlusssatz: „So wird es kommen, dass die Letzten die Ersten sind und die Ersten die Letzten“ stammt wohl nicht von Jesus selbst, sondern ist vom Evangelisten dazugefügt. Es geht ihm um die Aktualisierung dieser Botschaft für seine Gemeinde, für die Gemeinde des Neuen Bundes. Er möchte ihr deutlich machen, dass sie bei der Berufung zum Reich Gottes von Gott gegenüber dem alten Bundesvolk den Vorzug genießt. Das Gleichnis hat in der Forschung verschiedene Auslegungen gefunden.

### Alttestamentliche Orientierung
Im Alten Testament steht der Weinberg häufig für das Volk Israel. Dementsprechend stünde im Gleichnis der Weinberg für die ganze Welt, die bearbeitet wird für das endgültige Kommen des Reichs Gottes. Die Kirche umfasst dann alle die, die daran mitarbeiten, egal, wann sie damit anfangen. In dieser Rolle als „Bescheidener Arbeiter im Weinberg des Herrn“ sah sich auch Papst Benedikt XVI., wie er es in seiner ersten Ansprache von der Benediktionsloggia betonte.

### Sozialgeschichtliche Auslegung
Der Weinbergbesitzer gibt allen Arbeitern genau den Lohn, der in damaliger Zeit notwendig war, um eine Familie einen Tag lang ernähren zu können. Da das Gleichnis mit einer Anrede der Zuhörer in Du-Form endet, wird es manchmal dahingehend ausgelegt, dass Jesus seine Zuhörer ermutigen wolle, in entsprechender Weise zu handeln, nämlich jedem das Überleben zu ermöglichen. Eine solche Forderung wird an anderen Bibelstellen explizit erhoben (Barmherzigkeit). Sie ist ein Kern christlicher Überlieferung, jedoch nicht die Pointe dieses Gleichnisses. Stattdessen geht es hier um das Reich Gottes, das unteilbar ist und keine Abstufungen kennt. Die schon im Gleichnis selbst geäußerte Kritik, die Gleichbezahlung sei ungerecht gegenüber den früher gekommenen, geht am Anliegen Jesu vorbei.

### Allegorische Auslegungsmöglichkeiten
Der Weinbergbesitzer steht für Gott.
1. Die Arbeiter sind Gottes wahre Kinder. Sie finden zu unterschiedlichen Zeiten zum Glauben, aber trotzdem wird ihnen allen die gleiche Liebe Gottes zuteil.
2. Die ersten Arbeiter stehen für die Heuchler und Pharisäer. Sie besitzen keinen wirklichen Glauben, sie sind neidisch und ungerecht gegenüber den Mitmenschen, sie dienen dem Geld und nicht der Nächstenliebe, sie erheben sich über die Vereinbarung mit dem Herrn, sie bekommen genug und genauso viel und sind doch unzufrieden, sie wollen mehr Gerechtigkeit und sind doch ungerecht. Insbesondere diese Variante der allegorischen Auslegung mit der klischeehaften Gleichsetzung der Pharisäer mit Heuchlern gilt in der modernen christlichen Theologie als überholt.
3. Gott wendet sich den Zuspätgekommenen, den Sündern zu. Doch die fleißigen Frommen werden dadurch nicht übervorteilt und ihnen wird nichts vorenthalten. Denn sie bekommen den vereinbarten Lohn: Anteil am unteilbaren Reich Gottes.

### Religionspsychologische Anmerkung
Nach Fritz Oser und Paul Gmünder gibt es fünf Stufen des religiösen Urteils. Die jeweilige Stufe des religiösen Urteils bestimme das Denken einer Person. So sähen Personen der Stufe 2 das Gleichnis wortwörtlich und meinten, Gott zahle einen Stundenlohn. Personen auf Stufe 4 deuteten genau umgekehrt: Gott lasse sich nicht in Kategorien von Leistung und Lohn einzwängen; ihm liege an den freien Entfaltungsmöglichkeiten aller Menschen.

### Sozialpsychologische Anmerkung
Die Theorie der sozialen Identität (Henri Tajfel) untersuchte in Kleingruppen unterschiedliche Belohnungsverteilungen. Daraus resultierend geht es bei Gewinn-Verteilungen nicht darum, sich selbst (oder der eigenen Gruppe) den maximalen Gewinn zuzuteilen, sondern dass eine Maximierung des Unterschiedes zu anderen Personen (oder Gruppen), also eine Hervorhebung, angestrebt wird. Die Relation zu dem Gewinn anderer wird gesucht, man versucht mehr als die anderen zu erhalten. Das Gleichnis von den Arbeitern im Weinberg kann als frühes Beispiel für diese Theorie gelten.

## Rezeption
Das Gleichnis wurde mehrfach in der bildenden Kunst aufgegriffen, u. a. im Gemälde Die Arbeiter im Weinberg des Herrn als Teil des Epitaphs für Paul Eber in der Stadtkirche Wittenberg und im Hauptbild des Altars der Mönchskirche in Salzwedel,
der heute im dortigen Johann-Friedrich-Danneil-Museum aufbewahrt wird und ebenfalls aus der Werkstatt von Lucas Cranach d. J. stammt.
Benedikt XVI. bezeichnete sich in seiner ersten Ansprache an die Gläubigen nach seiner Wahl zum Papst als demütigen Arbeiter im Weinberg des Herrn.

## Predigten
- Eugen Drewermann: Von den Arbeitern im Weinberg. Matthäus 20,1–16. In: Ders.: Wenn der Himmel die Erde berührt. Predigten über die Gleichnisse Jesu. Patmos, Düsseldorf 1992, S. 47–60.